# Осада Ингольштадта
Осада Ингольштадта (Schlacht bei Ingolstadt) — кратковременная осада в рамках Шмалькальденской войны баварского города Ингольштадт войском Шмалькальденского союза в 1546 г., окончившаяся неудачей для осаждающих.

## Осада
Официально герцогство Бавария оставалась нейтральной, но тайно она поддерживала императора Карла V, которому герцог Вильгельм IV разрешил использовать Ингольштадт в качестве места встречи своих войск. С 1539 по 1542 г. Райнхард цу Зольмс-Лих расширил укрепления городской крепости Ингольштадта: были построены бастионы и стена перед городской стеной на востоке и севере. Первые имперские войска прибыли в город в июле 1546 года, а в августе стало известно о походе войск Шмалькальденского союза под командованием курфюрста Саксонии Иоганна Фридриха и ландграфа Гессенского Филиппа.
13 августа деревья перед городом были срублены, чтобы обеспечить чистое поле для обстрела. В случае чрезвычайной ситуации полученную древесину также хотели использовать для укрепления недостроенных укреплений. В конце концов, строительство бастиона шаровых и крестовых ворот уже далеко продвинулось, когда 31 августа войско протестантов выстроились в боевой порядок и открыла канонаду по укрепившемуся имперскому лагерю, прислонённому к город на западе. То-же игра повторилась 2 и 3 сентября, но император не дал себя выманить. С другой стороны, вероятно, именно укрепления Ингольштадта в тылу императорского лагеря помешали шмалькальденцам атаковать.
4 сентября 1546 г. враждебные армии разошлись.